# 福岡県道558号内野次郎丸弥生線
福岡県道558号内野次郎丸弥生線（ふくおかけんどう558ごう うちのじろうまるやよいせん）は、福岡県福岡市早良区から福岡市西区を経由して、ふたたび福岡市早良区に至る一般県道である。

## 概要
福岡市早良区早良1丁目から福岡市西区を経由して、福岡市早良区藤崎一丁目に至る。内野交差点から早良口交差点までを区間とする。旧早良街道に重複。田村から早良口交差点までの区間は福岡市都市計画道路藤崎四箇線に指定。次郎丸交差点から早良口交差点までの区間は福岡市道路愛称の原通りに命名。

### 路線データ
- 起点：福岡県福岡市早良区早良一丁目（内野交差点、国道263号交点）
- 終点：福岡県福岡市早良区藤崎一丁目（早良口交差点、福岡市道千代今宿線交点）

## 路線状況

### 通称
- 原通り（次郎丸交差点 - 早良口交差点）

### 重複区間
- 福岡県道49号大野城二丈線（福岡市早良区田村7丁目・貞島交差点 - 福岡市早良区田村1丁目・田交差点）

### 道路施設

#### 橋梁
- 岸田橋（長峰川、福岡市早良区）
- 船底橋（油山川、福岡市早良区）
- 新開橋（汐入川、福岡市早良区）

## 地理

### 通過する自治体
- 福岡市（早良区 - 西区 - 早良区）

### 交差する道路
| 交差する道路                          | 市町村名 | 市町村名 | 交差する場所 | 交差する場所        |
| ------------------------------------- | -------- | -------- | ------------ | ------------------- |
| 国道263号                             | 福岡市   | 早良区   | 早良1丁目    | 内野交差点 / 起点   |
| 福岡県道562号飯場金武線               | 福岡市   | 西区     | 大字金武     |                     |
| 福岡県道49号大野城二丈線 重複区間起点 | 福岡市   | 早良区   | 田村7丁目    | 貞島交差点          |
| 福岡県道49号大野城二丈線 重複区間終点 | 福岡市   | 早良区   | 田村1丁目    | 田交差点            |
| 国道202号 / 福岡外環状道路            | 福岡市   | 早良区   | 次郎丸3丁目  | 次郎丸交差点        |
| 福岡県道561号周船寺有田線             | 福岡市   | 早良区   | 有田3丁目    | 有田交差点          |
| 国道202号 福岡県道559号原東警固線     | 福岡市   | 早良区   | 原6丁目      | 原交差点            |
| 福岡市道千代今宿線 / 明治通り         | 福岡市   | 早良区   | 藤崎1丁目    | 早良口交差点 / 終点 |

### 沿線
- 福岡国税局西福岡税務署
- 早良警察署
- 藤崎通り商店街
- 福岡市地下鉄空港線 藤崎駅
- 早良区役所
- 藤崎バス乗継ターミナル
- 福岡県立ももち文化センター（SAWARAPIA）
- 福岡市ももち体育館
- 福岡市立早良市民センター
- 福岡市早良図書館
- 福岡拘置所
- 福岡銀行
  - 藤崎支店
  - 原支店
  - 有田支店
  - 田町支店
- 西日本シティ銀行
  - 藤崎支店
  - 原支店
- 佐賀銀行早良西支店
- イオン原店
- 福岡市地下鉄七隈線 次郎丸駅
- 福岡市立早良体育館
- 福岡市早良南地域交流センター（ともてらす早良）
- 福岡市早良南図書館